# Theranos
Theranos (Теранос) — збанкрутіла американська технологічна корпорація в галузі медичних послуг, її вважають найбільшою аферою сучасності. Довгий час засновники позиціювали свій стартап як проривну технологічну компанію, яка розробила аналізи крові, що потребують забору  невеликої кількості крові. Аналізи можна було б здати дуже швидко за допомогою компактних автоматизованих пристроїв, розроблених компанією. Однак пізніше такі твердження виявилися неправдивими. 2018 року компанію визнали банкрутом.
Засновниця Елізабет Голмс перебуває під слідством. На неї наклали штраф і заборону очолювати будь-які компанії протягом 10 років.
Джон Керрейру, репортер-розслідувач The Wall Street Journal, видав книжку Дурна кров: Таємниці та брехні стартапу Кремнієвої долини, де описує історію брехні та краху Theranos. Стрімінговий сервіс HBO зняв документальний фільм про Голмс і Theranos. 2020 року планувався вихід художнього фільму (знятого за книгою), де роль Елізабет Голмс мала виконувати Дженніфер Лоренс.

## Історія

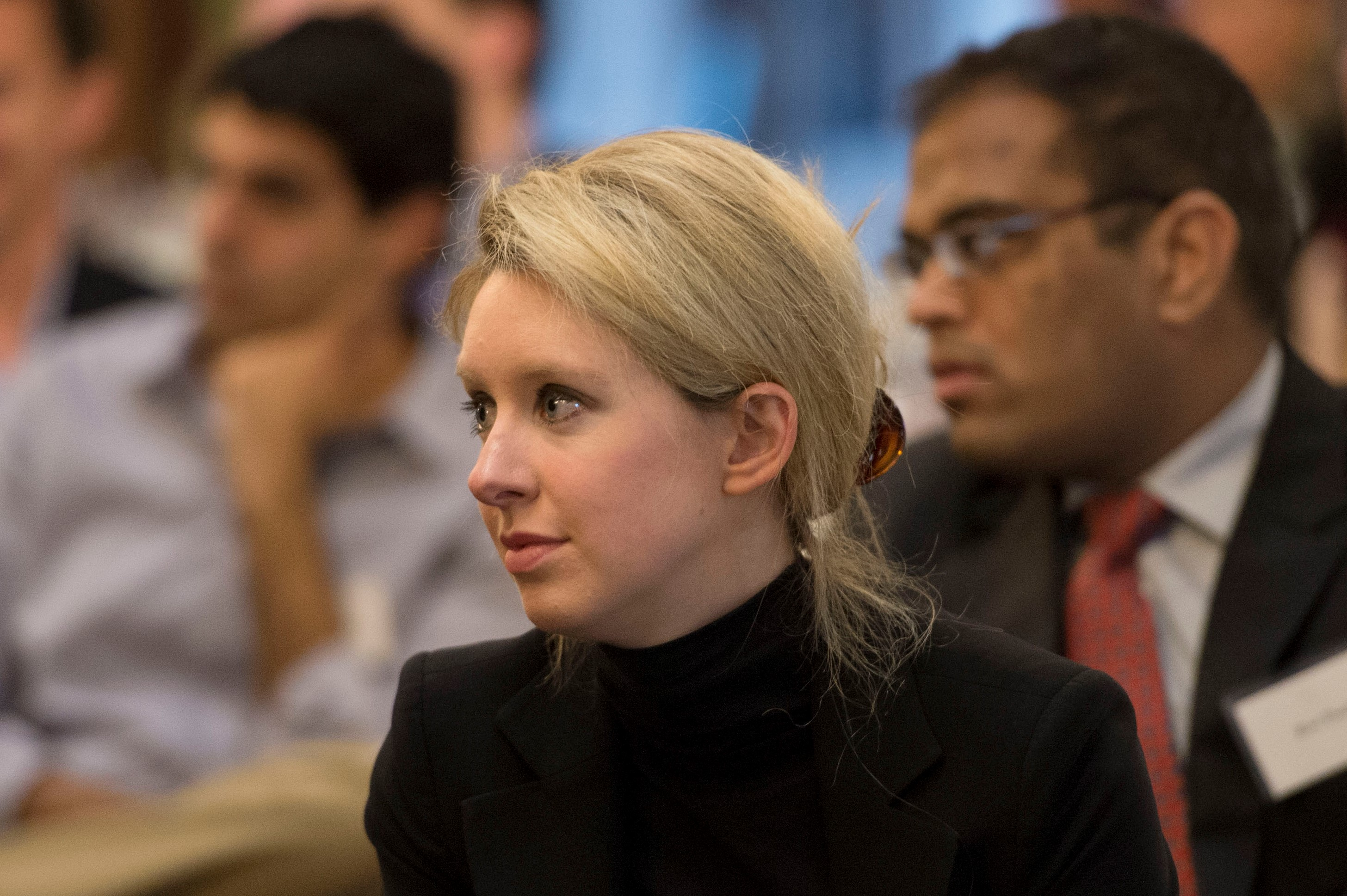
Елізабет Голмс, виконавча директорка й засновниця Theranos, 2013 рік

19-річна Елізабет Голмс заснувала компанію Theranos 2003 року, зібравши понад $700 млн. венчурних і приватних інвестицій. Так, в 2013 та 2014 роках її оцінили у $10 млрд на піку ринкової вартості. У медіа Theranos рекламували та зображали як прорив на ринку тестування крові, де американська діагностично-лабораторна промисловість щорічно продає послуг на понад $70 млрд. Керівники Theranos заявляли, що їхня технологія є революційною і, що для аналізу потрібно лише приблизно від 1/100 до 1/1000 кількості крові, яку беруть зазвичай, а ціна буде значно меншою.
Поворотний момент настав 2015 року, коли професори медичних досліджень Джон Іоаннідіс та Елефтеріос Діамандіс і репортер-розслідувач Джон Керрейру з The Wall Street Journal поставили під сумнів справжність технології Theranos. Компанія зіткнулася з низкою юридичних і комерційних викликів з боку медичних установ, інвесторів, Комісії з цінних паперів та бірж США, державних адвокатів, колишніх бізнес-партнерів, пацієнтів тощо. До червня 2016 року підрахували, що особиста чиста вартість Голмс знизилася з $4,5 млрд. практично до нуля. Компанія була на межі банкрутства, аж поки 2017 року отримала позику в розмірі $100 млн. від Fortress Investment Group, яка мала патенти Theranos. Однак, у вересні 2018 року компанія припинила свою діяльність.
14 березня 2018 року Комісія з цінних паперів та бірж США звинуватила Theranos, Елізабет Голмс і колишнього президента компанії Рамеша Балвані у «масовому шахрайстві». В одному з розділів скарги стверджується, що 2014 року Голмс неправдиво заявляла, що щорічний дохід компанії становить $100 млн., що в тисячу разів більше, ніж фактична цифра — $100 тис. Голмс погодилася сплатити штраф у розмірі $500 тис. США, повернувши решту 18,9 млн. акцій, які вона мала, відмовившись від контролю над компанією. Їй також на десять років заборонили бути посадовою особою чи директоркою будь-якої публічної компанії. Згідно з угодою, якщо Theranos продадуть або ліквідують в інший спосіб, Голмс не отримає прибутку від власності, доки інвесторам та іншим привілейованим акціонерам не повернуть понад $750 млн. Theranos і Голмс не визнали і не спростували звинувачення зі скарги Комісії з цінних паперів та бірж США. 15 червня 2018 року прокурор США в Північному окрузі Каліфорнії оголосив обвинувальний акт Голмс щодо фальсифікацій і змови. Відбір присяжних для судового розгляду має розпочатися 28 липня 2020 року, а суд — у серпні 2020 року.